# يوليوس جاكسون
يوليوس جاكسون (بالإنجليزية: Julius Jackson) مواليد 1 أغسطس 1987 في جزر العذراء الأمريكية، الولايات المتحدة، هو ملاكم محترف أمريكي يصنف ضمن فئة وزن خفيف الثقيل. شارك في دورة الألعاب الأولمبية الصيفية سنة 2008.

## إحصائيات
خاض خلال مسيرته 20 نزالا، فاز في 19 ولم يتعادل وخسر في 1. فاز بالضربة القاضية في 15 نزالا.

## روابط خارجية
- يوليوس جاكسون على موقع بوكس ريك (الإنجليزية) (registration required)
- يوليوس جاكسون على موقع أوليمبيديا (الإنجليزية)